# 四角風草子素
四角風草子素（英語：Combretol，也称为3,7,3',4',5'-五-O-甲基杨梅黄酮，3,7,3',4',5'-penta-O-methylmyricetin）是一种杨梅黄酮衍生的O-甲基化黄酮，分子式C20H20O8，存在于四轮风车子（Combretum quadrangulare）和桃金娘（Rhodomyrtus tomentosa）等植物中。